# Mopsechiniscus
Genre
Mopsechiniscus est un genre de tardigrades de la famille des Echiniscidae.

## Liste des espèces
Selon Degma, Bertolani et Guidetti, 2014 :
- Mopsechiniscus franciscae Guidetti, Rebecchi, Cesari & McInnes, 2014
- Mopsechiniscus frenoti Dastych, 1999
- Mopsechiniscus granulosus Mihelčič, 1967
- Mopsechiniscus imberbis (Richters, 1907)
- Mopsechiniscus schusteri Dastych, 1999
- Mopsechiniscus tasmanicus Dastych & Moscal, 1992

## Publication originale
- Du Bois-Reymond Marcus, 1944 : Sobre tardigrados Brasileiros. Comunicaciones Zoologicas del Museo de Historia Natural de Montevideo, vol. 1, p. 1-19.